# Thors
|  | Per a altres significats, vegeu «Thors (Aube)». |

Thors és un municipi francès al departament de la Charanta Marítima i a la regió de Nova Aquitània. L'any 2007 tenia 404 habitants.

## Demografia

### Població
El 2007 la població de fet de Thors era de 404 persones. Hi havia 169 famílies de les quals 42 eren unipersonals (19 homes vivint sols i 23 dones vivint soles), 54 parelles sense fills, 46 parelles amb fills i 27 famílies monoparentals amb fills.
La població ha evolucionat segons el següent gràfic:

### Habitatges
El 2007 hi havia 220 habitatges, 177 eren l'habitatge principal de la família, 16 eren segones residències i 27 estaven desocupats. 216 eren cases i 2 eren apartaments. Dels 177 habitatges principals, 149 estaven ocupats pels seus propietaris, 27 estaven llogats i ocupats pels llogaters i 1 estava cedit a títol gratuït; 4 tenien una cambra, 3 en tenien dues, 19 en tenien tres, 43 en tenien quatre i 107 en tenien cinc o més. 138 habitatges disposaven pel capbaix d'una plaça de pàrquing. A 82 habitatges hi havia un automòbil i a 81 n'hi havia dos o més.

### Piràmide de població
La piràmide de població per edats i sexe el 2009 era:
| Homes | Edats   | Dones |
| ----- | ------- | ----- |
| 0     | 95 o +  | 0     |
| 0     | 90 a 94 | 0     |
| 4     | 85 a 89 | 4     |
| 4     | 80 a 84 | 0     |
| 12    | 75 a 79 | 24    |
| 24    | 70 a 74 | 20    |
| 12    | 65 a 69 | 24    |
| 12    | 60 a 64 | 0     |
| 12    | 55 a 59 | 8     |
| 28    | 50 a 54 | 16    |
| 20    | 45 a 49 | 20    |
| 32    | 40 a 44 | 16    |
| 4     | 35 a 39 | 12    |
| 0     | 30 a 34 | 4     |
| 4     | 25 a 29 | 4     |
| 8     | 20 a 24 | 8     |
| 8     | 15 a 19 | 4     |
| 8     | 10 a 14 | 8     |
| 8     | 5 a 9   | 0     |
| 4     | 0 a 4   | 8     |

## Economia
El 2007 la població en edat de treballar era de 246 persones, 177 eren actives i 69 eren inactives. De les 177 persones actives 156 estaven ocupades (83 homes i 73 dones) i 20 estaven aturades (5 homes i 15 dones). De les 69 persones inactives 32 estaven jubilades, 13 estaven estudiant i 24 estaven classificades com a «altres inactius».

### Ingressos
El 2009 a Thors hi havia 185 unitats fiscals que integraven 416 persones, la mediana anual d'ingressos fiscals per persona era de 16.151,5 €.

### Activitats econòmiques
Dels 16 establiments que hi havia el 2007, 1 era d'una empresa alimentària, 1 d'una empresa de fabricació d'altres productes industrials, 6 d'empreses de construcció, 5 d'empreses de comerç i reparació d'automòbils, 1 d'una empresa d'hostatgeria i restauració, 1 d'una empresa de serveis i 1 d'una empresa classificada com a «altres activitats de serveis».
Dels 7 establiments de servei als particulars que hi havia el 2009, 1 era un taller de reparació d'automòbils i de material agrícola, 1 paleta, 1 guixaire pintor, 1 fusteria, 1 electricista, 1 perruqueria i 1 restaurant.
Dels 2 establiments comercials que hi havia el 2009, 1 era una fleca i 1 una joieria.
L'any 2000 a Thors hi havia 26 explotacions agrícoles que ocupaven un total de 722 hectàrees.

## Equipaments sanitaris i escolars
El 2009 hi havia una escola maternal integrada dins d'un grup escolar amb les comunes properes formant una escola dispersa.

## Poblacions properes
El següent diagrama mostra les poblacions més properes.